# 莫里河
莫里河（西班牙語：Río Maure）是南美洲的河流，流經玻利維亞和秘魯，河道全長約100公里，屬於德薩瓜德羅河的支流，發源自巴羅索山脈，河口在拉巴斯省。
17°17′46″S 68°36′33″W / 17.2961°S 68.6092°W